# ダブリン規約
ダブリン規約（ダブリンきやく、英語: Dublin Regulation, Dublin III Regulationとも）は、欧州連合（EU）加盟国といくつかのEU非加盟国における難民のアサイラム申請の処理をどの国が受け持つのかについての規則を定めたものである。

## 概要
2015年末時点でのダブリン規約(Dublin III Regulation)は過去のダブリン規約(Dublin Convention, Dublin II Regulation)に改訂が施されたものである
 。
この規約に従いEU加盟国と非加盟国(ノルウェーやアイスランド等)のうち、難民が最初に入った国で申請をしなくてはならない。その理由は可能な限り早くアサイラム手続きを国に行わせることと二重申請を防ぐことにある。難民が申請手続きをした後に別の国に移動した場合その難民は手続きをしている国に送り返される 。

## 問題点
この規約は不公平だとの指摘もある。EUの外側周辺諸国はEU圏外の国と接しているため難民流入の確率がその他のEU加盟国に比して高いために、
必然的に申請処理の数が増えるからである。
このダブリン規約の下で英国は難民申請者を(イタリアやギリシャなど)その難民が最初に入国したEU加盟国へ送り返すことができる。

## 改正案
ジャン＝クロード・ユンケルはダブリン規約をさらに改訂する提案も行っている。その場合、難民が最初にアサイラム申請した国にその難民を強制送還できなくなる。ユンケルらはその提案が2015年欧州難民危機を解決するための包括的アジェンダの一環であると主張している。
欧州委員会はダブリン規約を廃止して移民と難民申請者をEU加盟国に配分する案も検討している。配分人数はEU加盟国の富と人口に基づいて計算される。英国はその制度からオプトアウトするのだろうが難民申請者を他のEU加盟国へ強制送還する権限を失う。

## 関連事項
- シェンゲン協定